# Verein für Leibesübungen Wolfsburg 1963-1964
Questa voce raccoglie le informazioni riguardanti il Verein für Leibesübungen Wolfsburg nelle competizioni ufficiali della stagione 1963-1964.

## Stagione
Nella stagione 1963-1964 il Wolfsburg, allenato da Pipin Lachner, concluse il campionato di Regionalliga nord al 9º posto. In Coppa di Germania il Wolfsburg fu eliminato al primo turno dall'Eintracht Francoforte.

## Rosa
| N. |                     | Ruolo | Calciatore          |
| -- | ------------------- | ----- | ------------------- |
|    | Germania (bandiera) | P     | Klaus-Dieter Müller |
|    | Germania (bandiera) | P     | Heiner Winneke      |
|    | Polonia (bandiera)  | D     | Marian Foitzik      |
|    | Germania (bandiera) | D     | Uwe Funke           |
|    | Germania (bandiera) | D     | Waldemar Gust       |
|    | Germania (bandiera) | D     | Rolf Köter          |
|    | Germania (bandiera) | C     | Otto Bode           |
|    | Germania (bandiera) | C     | Walter Bosse        |
|    | Germania (bandiera) | C     | Wilfried Kemmer     |

| N. |                     | Ruolo | Calciatore          |
| -- | ------------------- | ----- | ------------------- |
|    | Germania (bandiera) | C     | Hans Klitzke        |
|    | Germania (bandiera) | C     | Wilfried Reckel     |
|    | Germania (bandiera) | A     | Hermann Bussius     |
|    | Germania (bandiera) | A     | Heinz Fischer       |
|    | Germania (bandiera) | A     | Klaus Jura          |
|    | Germania (bandiera) | A     | D. Kuhlhanek        |
|    | Germania (bandiera) | A     | Günther Otto        |
|    | Germania (bandiera) | A     | Heinrich Pawlitzski |

## Organigramma societario
Area tecnica
- Allenatore: Pipin Lachner
- Allenatore in seconda:
- Preparatore dei portieri:
- Preparatori atletici:
- Analisi video:

## Calciomercato

### Sessione estiva
| Acquisti | Acquisti | Acquisti | Acquisti |
| R.       | Nome     | da       | Modalità |
| -------- | -------- | -------- | -------- |

| Cessioni | Cessioni | Cessioni | Cessioni |
| R.       | Nome     | a        | Modalità |
| -------- | -------- | -------- | -------- |

## Risultati

### Regionalliga

#### Girone di andata
| 11 agosto 1963 1ª giornata | Wolfsburg | 1 – 4 | Bergedorf |  |

| 18 agosto 1963 2ª giornata | Lubecca | 2 – 2 | Wolfsburg |  |

| 25 agosto 1963 3ª giornata | Wolfsburg | 1 – 2 | Holstein Kiel |  |

| 1º settembre 1963 4ª giornata | Altona 93 | 5 – 0 | Wolfsburg |  |

| 8 settembre 1963 5ª giornata | Wolfsburg | 3 – 0 | Osnabrück |  |

| 15 settembre 1963 6ª giornata | Bremerhaven | 1 – 2 | Wolfsburg |  |

| 22 settembre 1963 7ª giornata | Wolfsburg | 2 – 2 | VfL Oldenburg |  |

| 6 ottobre 1963 8ª giornata | Barmbek-Uhlenhorst | 3 – 2 | Wolfsburg |  |

| 13 ottobre 1963 9ª giornata | Wolfsburg | 1 – 3 | Arminia Hannover |  |

| 20 ottobre 1963 10ª giornata | Hildesheim | 3 – 0 | Wolfsburg |  |

| 27 ottobre 1963 11ª giornata | Wolfsburg | 5 – 1 | Friedrichsort |  |

| 10 novembre 1963 12ª giornata | St. Pauli | 6 – 0 | Wolfsburg |  |

| 17 novembre 1963 13ª giornata | Wolfsburg | 1 – 0 | Neumünster |  |

| 20 novembre 1963 14ª giornata | Oldenburg | 7 – 0 | Wolfsburg |  |

| 1º dicembre 1963 15ª giornata | Wolfsburg | 0 – 0 | Concordia Amburgo |  |

| 8 dicembre 1963 16ª giornata | Wolfsburg | 1 – 1 | Victoria Amburgo |  |

| 15 dicembre 1963 17ª giornata | Hannover 96 | 3 – 0 | Wolfsburg |  |

#### Girone di ritorno
| 5 gennaio 1964 18ª giornata | Concordia Amburgo | 0 – 3 | Wolfsburg |  |

| 12 gennaio 1964 19ª giornata | Wolfsburg | 2 – 1 | Oldenburg |  |

| 19 gennaio 1964 20ª giornata | Victoria Amburgo | 0 – 0 | Wolfsburg |  |

| 26 aprile 1964 21ª giornata | Wolfsburg | 1 – 2 | Hannover 96 |  |

| 2 febbraio 1964 22ª giornata | Holstein Kiel | 2 – 1 | Wolfsburg |  |

| 9 febbraio 1964 23ª giornata | Wolfsburg | 1 – 0 | Altona 93 |  |

| 16 febbraio 1964 24ª giornata | Osnabrück | 2 – 0 | Wolfsburg |  |

| 23 febbraio 1964 25ª giornata | Wolfsburg | 2 – 0 | Bremerhaven |  |

| 2 marzo 1964 26ª giornata | VfL Oldenburg | 0 – 2 | Wolfsburg |  |

| 8 marzo 1964 27ª giornata | Wolfsburg | 3 – 1 | Barmbek-Uhlenhorst |  |

| 15 marzo 1964 28ª giornata | Arminia Hannover | 3 – 1 | Wolfsburg |  |

| 22 marzo 1964 29ª giornata | Wolfsburg | 1 – 0 | Hildesheim |  |

| 5 aprile 1964 30ª giornata | Friedrichsort | 0 – 3 | Wolfsburg |  |

| 12 aprile 1964 31ª giornata | Wolfsburg | 4 – 3 | St. Pauli |  |

| 19 aprile 1964 32ª giornata | Neumünster | 1 – 1 | Wolfsburg |  |

| 3 maggio 1964 33ª giornata | Bergedorf | 3 – 2 | Wolfsburg |  |

| 10 maggio 1964 34ª giornata | Wolfsburg | 2 – 0 | Lubecca |  |

### Coppa di Germania
| Arbitro: | Epping |

|  |           |                         |
|  | Marcatori | 36’ Huberts 63’ Schämer |

## Statistiche

### Statistiche di squadra
| Competizione      | Punti | In casa | In casa | In casa | In casa | In casa | In casa | In trasferta | In trasferta | In trasferta | In trasferta | In trasferta | In trasferta | Totale | Totale | Totale | Totale | Totale | Totale | DR  |
| Competizione      | Punti | G       | V       | N       | P       | Gf      | Gs      | G            | V            | N            | P            | Gf           | Gs           | G      | V      | N      | P      | Gf     | Gs     | DR  |
| ----------------- | ----- | ------- | ------- | ------- | ------- | ------- | ------- | ------------ | ------------ | ------------ | ------------ | ------------ | ------------ | ------ | ------ | ------ | ------ | ------ | ------ | --- |
| Regionalliga nord | 34    | 17      | 10      | 3       | 4       | 31      | 20      | 17           | 4            | 3            | 10           | 19           | 41           | 34     | 14     | 6      | 14     | 50     | 61     | -11 |
| Coppa di Germania | -     | 1       | 0       | 0       | 1       | 0       | 2       | 0            | 0            | 0            | 0            | 0            | 0            | 1      | 0      | 0      | 1      | 0      | 2      | -2  |
| Totale            | 34    | 18      | 10      | 3       | 5       | 31      | 22      | 17           | 4            | 3            | 10           | 19           | 41           | 35     | 14     | 6      | 15     | 50     | 63     | -13 |

### Andamento in campionato
| Giornata  | 1  | 2  | 3  | 4  | 5  | 6  | 7  | 8  | 9  | 10 | 11 | 12 | 13 | 14 | 15 | 16 | 17 | 18 | 19 | 20 | 21 | 22 | 23 | 24 | 25 | 26 | 27 | 28 | 29 | 30 | 31 | 32 | 33 | 34 |
| --------- | -- | -- | -- | -- | -- | -- | -- | -- | -- | -- | -- | -- | -- | -- | -- | -- | -- | -- | -- | -- | -- | -- | -- | -- | -- | -- | -- | -- | -- | -- | -- | -- | -- | -- |
| Luogo     | C  | T  | C  | T  | C  | T  | C  | T  | C  | T  | C  | T  | C  | T  | C  | C  | T  | T  | C  | T  | C  | T  | C  | T  | C  | T  | C  | T  | C  | T  | C  | T  | T  | C  |
| Risultato | P  | N  | P  | P  | V  | V  | N  | P  | P  | P  | V  | P  | V  | P  | N  | N  | P  | V  | V  | N  | P  | P  | V  | P  | V  | V  | V  | P  | V  | V  | V  | N  | P  | V  |
| Posizione | 16 | 15 | 16 | 17 | 15 | 13 | 13 | 14 | 16 | 17 | 16 | 16 | 16 | 16 | 16 | 14 | 16 | 14 | 13 | 13 | 13 | 14 | 13 | 14 | 12 | 11 | 11 | 11 | 10 | 9  | 9  | 9  | 9  | 9  |

Legenda:

Luogo: C = Casa; T = Trasferta. Risultato: V = Vittoria; N = Pareggio; P = Sconfitta.

### Statistiche dei giocatori
| O. Bode       | 1 | 0 | 0 | 0 |
| W. Bosse      | 1 | 0 | 0 | 0 |
| H. Bussius    | 1 | 0 | 0 | 0 |
| H. Fischer    | 1 | 0 | 0 | 0 |
| M. Foitzik    | 0 | 0 | 0 | 0 |
| U. Funke      | 1 | 0 | 0 | 0 |
| W. Gust       | 1 | 0 | 0 | 0 |
| K. Jura       | 0 | 0 | 0 | 0 |
| W. Kemmer     | 1 | 0 | 0 | 0 |
| H. Klitzke    | 1 | 0 | 0 | 0 |
| D. Kuhlhanek  | 0 | 0 | 0 | 0 |
| R. Köter      | 0 | 0 | 0 | 0 |
| K. Müller     | 0 | 0 | 0 | 0 |
| G. Otto       | 0 | 0 | 0 | 0 |
| H. Pawlitzski | 1 | 0 | 0 | 0 |
| W. Reckel     | 1 | 0 | 0 | 0 |
| H. Winneke    | 1 | 0 | 0 | 0 |